# Municipio de Clifton (condado de Beadle)
El municipio de Clifton (en inglés: Clifton Township) es un municipio ubicado en el condado de Beadle en el estado estadounidense de Dakota del Sur. En el año 2010 tenía una población de 120 habitantes y una densidad poblacional de 1,3 personas por km².

## Geografía
El municipio de Clifton se encuentra ubicado en las coordenadas 44°14′23″N 98°9′14″O / 44.23972, -98.15389. Según la Oficina del Censo de los Estados Unidos, el municipio tiene una superficie total de 92.58 km², de la cual 92,58 km² corresponden a tierra firme y (0 %) 0 km² es agua.

## Demografía
Según el censo de 2010, había 120 personas residiendo en el municipio de Clifton. La densidad de población era de 1,3 hab./km². De los 120 habitantes, el municipio de Clifton estaba compuesto por el 95,83 % blancos y el 4,17 % eran de una mezcla de razas. Del total de la población el 4,17 % eran hispanos o latinos de cualquier raza.